# 럼스덴 헤어
럼스던 헤어(Lumsden Hare, 1874년 10월 17일 ~ 1964년 8월 28일)는 아일랜드의 연극 배우, 영화배우, 무대 연출가이다.
티퍼레리에서 태어났으며 베벌리힐스에서 사망하였다. 사인은 질병이다.

## 영화
- 디즈니랜드 (1954년) - 크로커 역
- 로즈 마리 (1954년)
- 비련의 공주 엘리자베스 (1953년)
- 줄리어스 시저 (1953년)
- 나의 사촌 레이첼 (1952년)
- 사막의 여우 (1951년)
- 다윗과 밧세바 (1951년)
- 블러드 선장의 운 (1950년) - 톰 매너링 역
- 캐나다 평원 (1949년)
- 힐즈 오브 홈 (1948년)
- 인어의 노래 (1948년)
- 잇 해펀드 인 브룩클린 (1947년)
- 그린 돌핀 스트리트 (1947년)
- 자라가는 시절 (1946년)
- 세계의 어머니 (1946년)
- 밸리 오브 디씨전 (1945년)
- 러브 레터 (1945년)
- 더 화이트 클리프스 오브 도버 (1944년)
- 언제나 영원히 (1943년)
- 지킬 박사와 하이드씨 (1941년)
- 서스피션 (1941년)
- 레베카 (1940년)
- 건가 딘 (1939년)
- 크리스마스 캐롤 (1938년)
- 꼬마 외교관 (1937년)
- 에밀 졸라의 생애 (1937년)
- 로이드의 런던 (1936년)
- 모히칸 족의 최후 (1936년)
- 십자군 (1935년)
- 리브 오브 어 벵골 랜서 (1935년)
- 하사모테 여왕의 비밀 (1935년)
- 하우스 오브 로칠드 (1934년)
- 애로우스미스 (1931년)